# Amtsgericht Besigheim

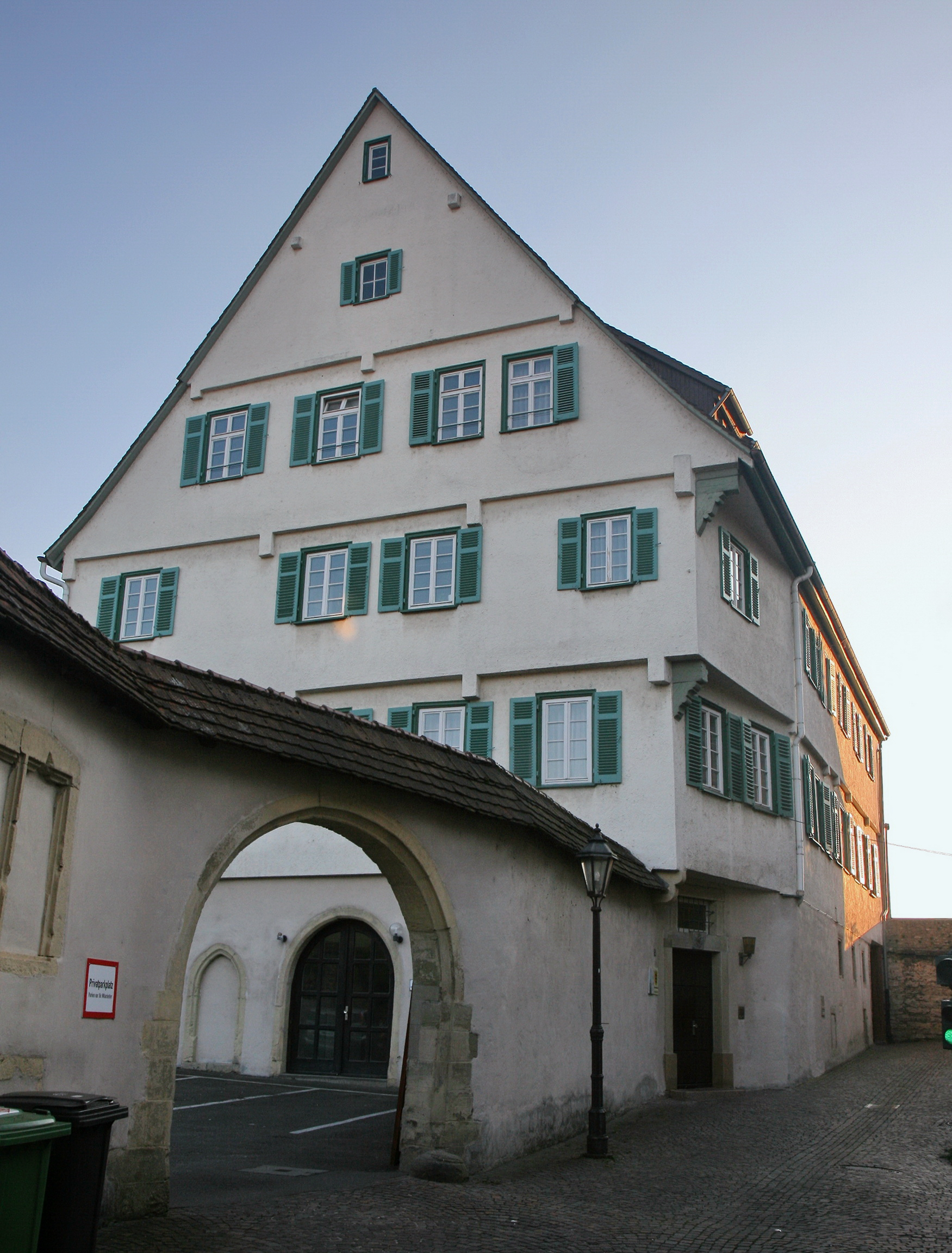
Gerichtsgebäude

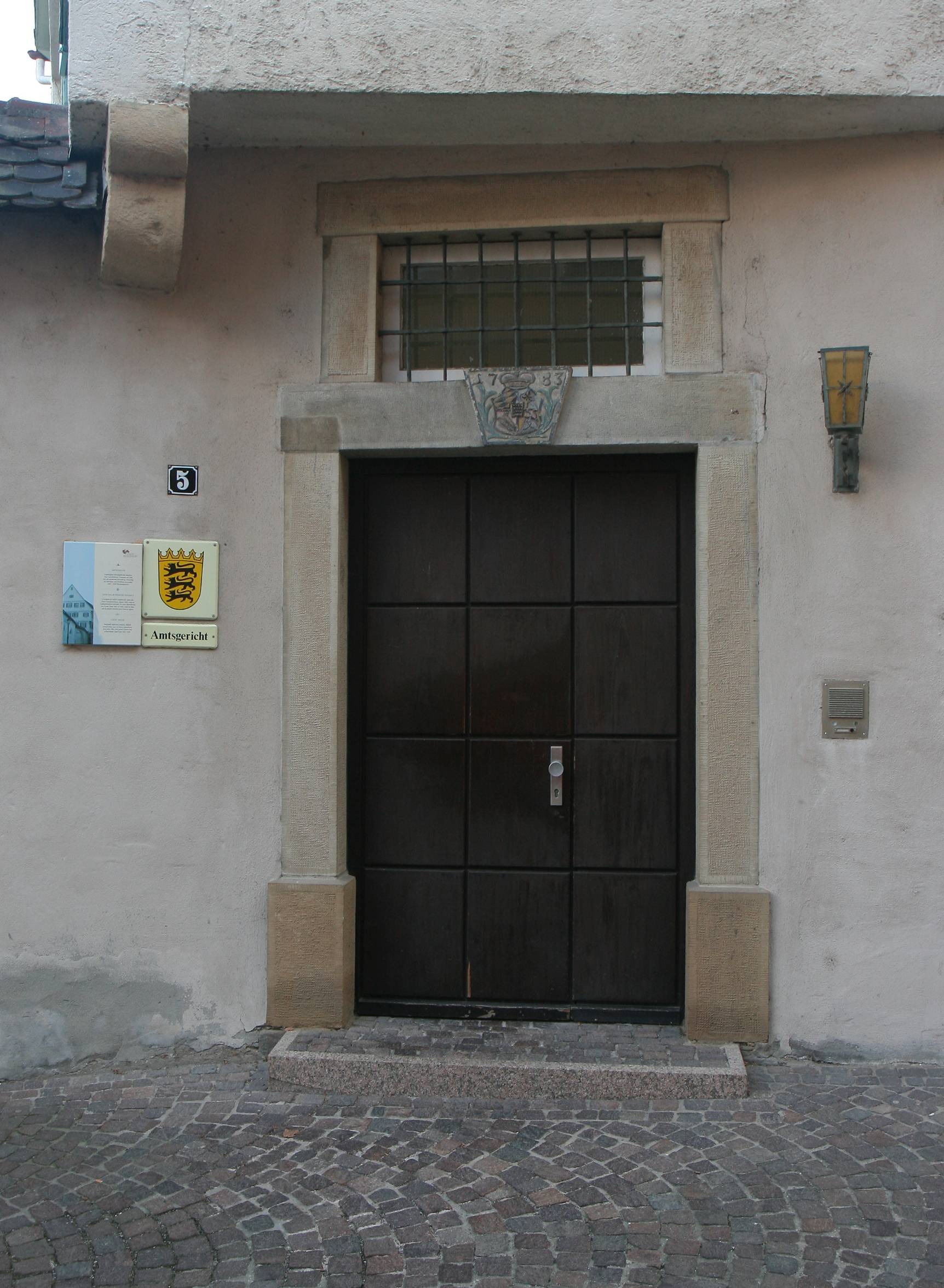
Eingang

Das Amtsgericht Besigheim ist ein Gericht der ordentlichen Gerichtsbarkeit. Es ist eines von acht Amtsgerichten im Bezirk des Landgerichts Heilbronn.

## Gerichtsbezirk und -sitz
Seit 1822 liegt das Amtsgericht in Besigheim, dessen Gebäude sich in der Amtsgerichtsgasse 5 befindet.
Der Gerichtsbezirk des Amtsgerichts Besigheim umfasst neben der Stadt Besigheim auch die Städte Bietigheim-Bissingen, Bönnigheim, Erligheim, Freudental, Gemmrigheim, Hessigheim, Ingersheim, Kirchheim am Neckar, Löchgau, Mundelsheim, Tamm und Walheim. Sie sind allesamt Teil des Landkreises Ludwigsburg.

## Zuständigkeit
In Familiensachen ist das Amtsgericht Besigheim auch zuständig für die Nachlasssachen der Amtsgerichtsbezirke Marbach a. N. und Vaihingen/Enz.

## Übergeordnete Gerichte
Dem Amtsgericht Besigheim ist das Landgericht Heilbronn übergeordnet. Zuständiges Oberlandesgericht ist das Oberlandesgericht Stuttgart.